# Edvard Kardelj
Edvard Kardelj, född 27 januari 1910 i Ljubljana, död 10 februari 1979 i Ljubljana, var en ideologisk ledare i Jugoslaviens kommunistiska förbund. Kardelj var journalist och ekonom och ingick under 1930-talet i ledningen för den slovenska delen av Jugoslaviens Kommunistiska Förbund. Kardelj greps av myndigheterna i det dåvarande kungariket Jugoslavien på grund av sin politiska verksamhet. 
Efter att han frisläppts reste han till Sovjetunionen och arbetade för Komintern. Då Kardelj återvände till Jugoslavien 1937, lyckades han tillsammans med Josip Broz Tito ena den jugoslaviska vänstern under en gemensam plattform. Efter den tyska ockupationen 1941 ledde han tillsammans med Tito och partisanrörelsen befrielsekriget till framgång och etablerade den nya folkrepubliken 1945. Kardelj blev tillsammans med Tito den ideologiska ledaren för den nya Socialistiska Federativa Republiken Jugoslavien. 

## Biografi
Edvard Kardelj var den huvudsakliga upphovsmannen till systemet för arbetarnas självförvaltning i Jugoslavien. Självförvaltningen var ett demokratiskt system för arbetarstyrda företag. Systemet med självförvaltning på företagen utarbetades av Edvard Kardelj i samarbete med Josip Broz Tito. Syftet var att de som arbetade på företagen skulle ta en aktiv del i administrationen av företagen och åstadkomma en demokratisk styrning av ekonomin samt att komma bort från en mer tungstyrd och centraliserad statlig styrning. Systemet, som infördes 1950, medförde en uppgång i ekonomin. Framgången berodde på att arbetarna på företagen hade lättare att förutse de lokala konsumenternas behov än de mest kompetenta statliga planeringsgrupper. Självförvaltningen innebar att arbetarna inom till exempel ett industriföretag genom ett demokratiskt val utsåg ett arbetarråd som utgjorde ledningen i företaget. Alla som arbetade på företaget kunde väljas till arbetarråden och mandattiden var två år. Även beslut om fördelningen av vinsten i företaget, investeringar, vad som skulle produceras, priser på varor, arbetsförhållanden med mera kunde underställas debatt och demokratiska majoritetsbeslut av arbetarna i företagen. 
Självförvaltningen förutsatte en decentralisering av makten över produktionen. Eftersom företagen agerade relativt självständigt men ändå försökte uppfylla statliga femårsplaner verkade de i en socialistisk marknadsekonomi. Företagen var formellt sett fortfarande ägda av samhället men brukandet överlämnades till arbetarna. Arbetarråden och självförvaltningen kan bland annat härledas till de ryska arbetarråden, sovjeterna, under 1920-talet i Sovjetunionen. De jugoslaviska arbetarråden och självförvaltningen kom senare att framstå som ett alternativ till den allt mer centraliserade statliga styrningen över produktionen i Sovjetunionen. Det ledde till en ideologisk brytning mellan Stalin och Tito/Kardelj. Relationerna återupprättades emellertid av Stalins efterträdare Chrustjov. Självförvaltningen infördes 1950 och upphörde i och med upplösningen av Socialistiska Federativa Republiken Jugoslavien 1992.
Edvard Kardelj gifte sig 1939 med Pepca Kardelj som också var en framstående medlem i Jugoslaviens kommunistiska förbund. De fick tillsammans sonen Borut Kardelj. Edvard Kardelj avled i Ljubljana.
Edvard Kardeljs teori om arbetarnas självförvaltning har publicerats på engelska av The Summerfield Press i London: Edvard Kardelj, Democracy and Socialism. Det hänvisas även till Josip Broz Tito, Workers Manage Factories in Yugoslavia, 26 juni 1950, Marxists Internet Archive.